# Sonnenheiligtum (Altes Ägypten)
Ein Sonnenheiligtum war im Alten Ägypten eine Kultanlage für die Götter des Sonnenkultes Aton, Atum, Chepre, Harmachis, Re, Re-Harachte usw. Sie sind seit der 2. bis 3. Dynastie bezeugt und waren in Ägypten weit verbreitet.

## Überblick
Die Sonnenheiligtümer lassen sich folgendermaßen einteilen:
- Der Harmachis-Tempel des Chephren in Gizeh (4. Dynastie).
- Die Sonnenheiligtümer der 5. Dynastie nahe der Pyramidenbezirke bei Abusir. Von den Tempeln sind bisher nur der des Userkaf und der des Niuserre lokalisiert und ausgegraben. Sie bestanden aus offenen Kulthöfen mit zentralem Obelisk oder Sonnenmal.
- Das zentrale Sonnenheiligtum in Heliopolis, dessen Form jedoch nicht bekannt ist.
- Die Sonnenkultstätten in den Millionenjahrhäusern. Beispiele dafür finden sich auf dem Dach des Ach-menu und neben dem großen Tempel von Abu Simbel. Letzterer ist mit dem Dekorationsprogramm und den Emblemen der Sonnensymbolik ausgestattet.[2] Vermutlich sind sie Vorbilder für die wabet-Stätten späterer Tempel.
- Die „Re-Schatten“ oder „Sonnenspiegel“ (schut-Re) der frühen 18. Dynastie. Diese waren eng mit dem Königskult verbunden. Die Anlagen waren bescheiden gebaut und meist einem Haupttempel untergeordnet oder wirtschaftlich angeschlossen. In Amarna sind Sonnenschatten für Teje, Nofretete, Meritaton und Anchesenpaaton belegt. Sie waren entweder funktionsgleich mit den Sonnenkultstätten in den Millionenjahrhäusern oder dienten möglicherweise der Übertragung und Regeneration der göttlichen Schöpferkraft und Fruchtbarkeit.
- Die Atontempel Echnatons in Karnak und Amarna. Diese besaßen Pylone als Sonnentore und Höfe mit zahlreichen kleinen Einzelaltären sowie einen monumentalen begehbaren Hochaltar.
- Der Taharqa-Bau von Karnak, der eine Sonderform darstellt.

## Sonnenheiligtümer der 5. Dynastie

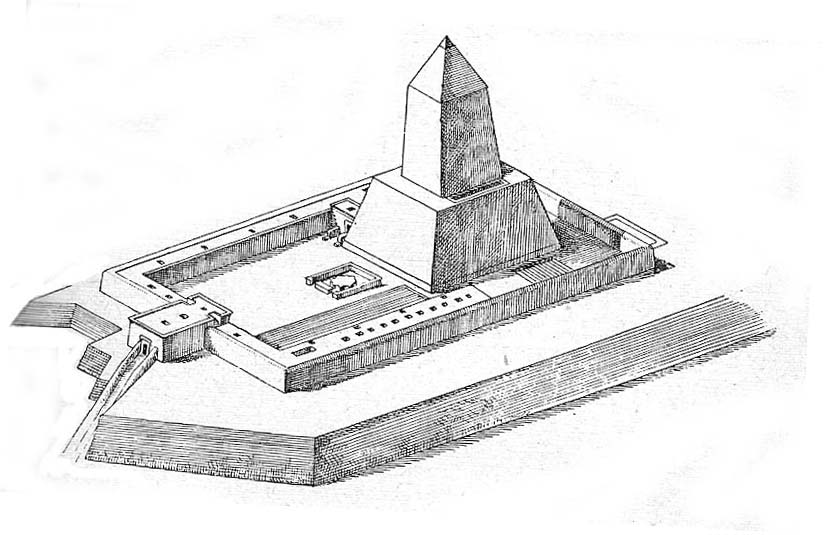
Rekonstruktion des Sonnenheiligtums des Niuserre

Inschriftlich sind insgesamt sechs solche Bauwerke überliefert, aber nur zwei von ihnen wurden bisher entdeckt. Eine ägyptische Bezeichnung für diesen Tempeltyp scheint es nicht gegeben zu haben; alle sechs bekannten Sonnenheiligtümer sind inschriftlich immer nur unter ihrem jeweiligen Eigennamen belegt.

### Funktion
Das Auftreten der Sonnenheiligtümer zu Beginn der 5. Dynastie steht im Zusammenhang mit einem religiösen Wandel, der seinen Anfang in der Mitte der 4. Dynastie (um 2670–2500 v. Chr.) unter Radjedef nahm. Durch den ab dieser Zeit erstarkenden Kult des Sonnengottes Re erfolgte auch eine Veränderung im Königskult. Galt der König zuvor noch als höchster Weltgott, wurde diese Rolle nun dem Sonnengott zuteil und der König galt nun lediglich als dessen Sohn. Dieser Wandel bedingte auch eine Veränderung im königlichen Totenkult. Die Sonnenheiligtümer bildeten mit ihrer westlichen Ausrichtung eine Kultstätte für den untergehenden (d. h. sterbenden) Sonnengott und waren somit ein Teil der königlichen Pyramidenanlagen – wenn auch zwischen beiden zum Teil erhebliche räumliche Distanzen lagen. Beide Bauwerke gemeinsam sollten dem König die Jenseitsreise und die Vereinigung mit seinem göttlichen Vater ermöglichen. Am Ende der 5. Dynastie kam es erneut zu einschneidenden religiösen Veränderungen, die zur Folge hatten, dass von nun an keine Sonnenheiligtümer mehr gebaut wurden. Zum Kult des Sonnengottes trat nun zusätzlich der Glaube an den Unterweltsgott Osiris hinzu. Ab König Unas wurde die Funktion des Sonnenheiligtums schließlich endgültig von der architektonischen auf die schriftliche Ebene übertragen. Die entscheidende Rolle für die jenseitige Existenz des Herrschers bildeten nun die Pyramidentexte.
Neben der religiösen hatten die Sonnenheiligtümer aber noch eine wichtige wirtschaftliche Bedeutung, die vor allem die Totentempel der Pyramidenanlagen betraf. So ist etwa für das Sonnenheiligtum des Neferirkare in Wirtschaftstexten bezeugt, dass alle Opfergaben für den königlichen Totentempel von hier geliefert wurden.

### Überblick
| Pharao       | Sonnenheiligtum                 | Altägyptischer Name                         | Standort                       | Anmerkungen                                                |
| ------------ | ------------------------------- | ------------------------------------------- | ------------------------------ | ---------------------------------------------------------- |
| Userkaf      | Sonnenheiligtum des Userkaf     | Nḫn-Rˁ.w Nechen-Rau Festung des Re          | Abusir                         |                                                            |
| Sahure       | Sonnenheiligtum des Sahure      | Sḫt-Rˁ.w Sechet-Rau Feld des Re             | unbekannt (Abusir?)            | Möglicherweise Überreste des Obelisken in Abusir gefunden. |
| Neferirkare  | Sonnenheiligtum des Neferirkare | St-jb-Rˁ.w Set-ib-Rau Lieblingsplatz des Re | unbekannt                      | Inschriftlich am häufigsten belegtes Sonnenheiligtum.      |
| Schepseskare | Kein Sonnenheiligtum errichtet  | Kein Sonnenheiligtum errichtet              | Kein Sonnenheiligtum errichtet | Kein Sonnenheiligtum errichtet                             |
| Raneferef    | Sonnenheiligtum des Raneferef   | Ḥtp-Rˁ.w Hetep-Rau Opfertisch des Re        | unbekannt                      |                                                            |
| Niuserre     | Sonnenheiligtum des Niuserre    | Šsp-jb-Rˁ.w Schesep-ib-Rau Lustort des Re   | Abu Gurob bei Abusir           |                                                            |
| Menkauhor    | Sonnenheiligtum des Menkauhor   | 3ḫt-Rˁ.w Achet-Rau Horizont des Re          | unbekannt                      |                                                            |
| Djedkare     | Kein Sonnenheiligtum errichtet  | Kein Sonnenheiligtum errichtet              | Kein Sonnenheiligtum errichtet | Kein Sonnenheiligtum errichtet                             |
| Unas         | Kein Sonnenheiligtum errichtet  | Kein Sonnenheiligtum errichtet              | Kein Sonnenheiligtum errichtet | Kein Sonnenheiligtum errichtet                             |

### Errichtung und Bestandteile
Die Sonnenheiligtümer stimmen in ihrer Konzeption mit den zeitgleichen Pyramidenanlagen überein. Sie besitzen einen Taltempel, einen Aufweg und den eigentlichen Kultbezirk, der von einer Umfassungsmauer umgeben ist. Zentrales Element dieses Bezirkes ist ein monumentaler, begehbarer Steinsockel am Westende, auf dem ein gemauerter Obelisk errichtet wurde. Vor diesem Sockel befand sich ein Opferaltar. Das Sonnenheiligtum des Niuserre besitzt darüber hinaus an seiner Nordseite einen langgestreckten Bau mit Magazinräumen sowie südlich der Umfassungsmauer ein aus Lehmziegeln errichtetes Sonnenschiff.
Bei beiden archäologisch erforschten Sonnenheiligtümern lassen sich mehrere Bauphasen erkennen. Es kann dadurch rekonstruiert werden, dass die Bauwerke ursprünglich aus Ziegeln errichtet und erst später in Stein umgestaltet wurden. Bei den Umbauten wurden sie auch erheblich vergrößert. So war etwa der Sockel des Userkaf-Heiligtums ursprünglich quadratisch und wurde erst später zu einem Rechteck erweitert. Auch der Obelisk entstand erst in einer späteren Bauphase, während sich im ursprünglichen Konzept an seiner Stelle nur ein hölzerner Pfahl befand.
Diese Umbauten wurden auch als mögliche Erklärung herangezogen, warum bisher nur zwei der insgesamt sechs Sonnenheiligtümer gefunden werden konnten. So könnten etwa in Ziegelbauweise errichtete, unvollendet gebliebene Heiligtümer später abgerissen (dies wird etwa für das Sahure-Heiligtum angenommen) oder von späteren Herrschern weitergenutzt worden sein (so könnte das Niuserre-Heiligtum lediglich ein Ausbau des ursprünglichen Raneferef-Heiligtums sein).